# Félix Bracquemond
Pour les articles homonymes, voir Bracquemond.
Auguste Joseph Bracquemond, dit Félix Bracquemond, né à Paris le 28 mai 1833 et mort à Sèvres le 27 octobre 1914, est un peintre, céramiste, graveur et décorateur d'objets d'art français.
Dès 1856, il est considéré comme le premier, en France, à découvrir l'intérêt de l'art japonais.
Il est un des membres fondateurs de la Société des aquafortistes en juin 1862. Il joue un rôle essentiel dans le renouveau de la gravure, encourageant Édouard Manet, Edgar Degas et Camille Pissarro à utiliser cette technique.
Il épouse Marie Quivoron, peintre impressionniste, plus connue sous le nom de Marie Bracquemond, le 5 août 1869, à Paris.
Son statut de membre fondateur et vice-président de la Société nationale des beaux-arts en 1890 a encouragé les artistes étrangers — et notamment japonais — à exposer pour la première fois au Salon des beaux-arts.

## Biographie

### L'artiste débutant
Auguste Joseph Bracquemond est le fils de César Auguste Bracquemond, tailleur d'habits, et de Jeanne Girardine Bailly.
Bracquemond débute dans la vie comme apprenti écuyer dans un manège, puis il est employé dans un atelier de lithographie où il polit anonymement des étiquettes et des images pieuses. Il est remarqué par Joseph Guichard, un élève d'Ingres, qui le prend dans son atelier.
Au Salon de 1852, il est admis avec un tableau que Théophile Gautier compare à Hans Holbein le Jeune : Portrait de ma grand-mère. L'année suivante, il envoie son Autoportrait avec les outils du graveur.

### Le portraitiste
Son œuvre peint est assez réduit. Il comprend surtout des portraits dont celui du docteur Horace de Montègre (fondateur du positivisme avec Émile Littré et Auguste Comte), celui de Mme Paul Meurice, (1866, Paris, anciennement au musée du Luxembourg) et celui d'Auguste Vacquerie.

Portraits gravés par Félix Bracquemond
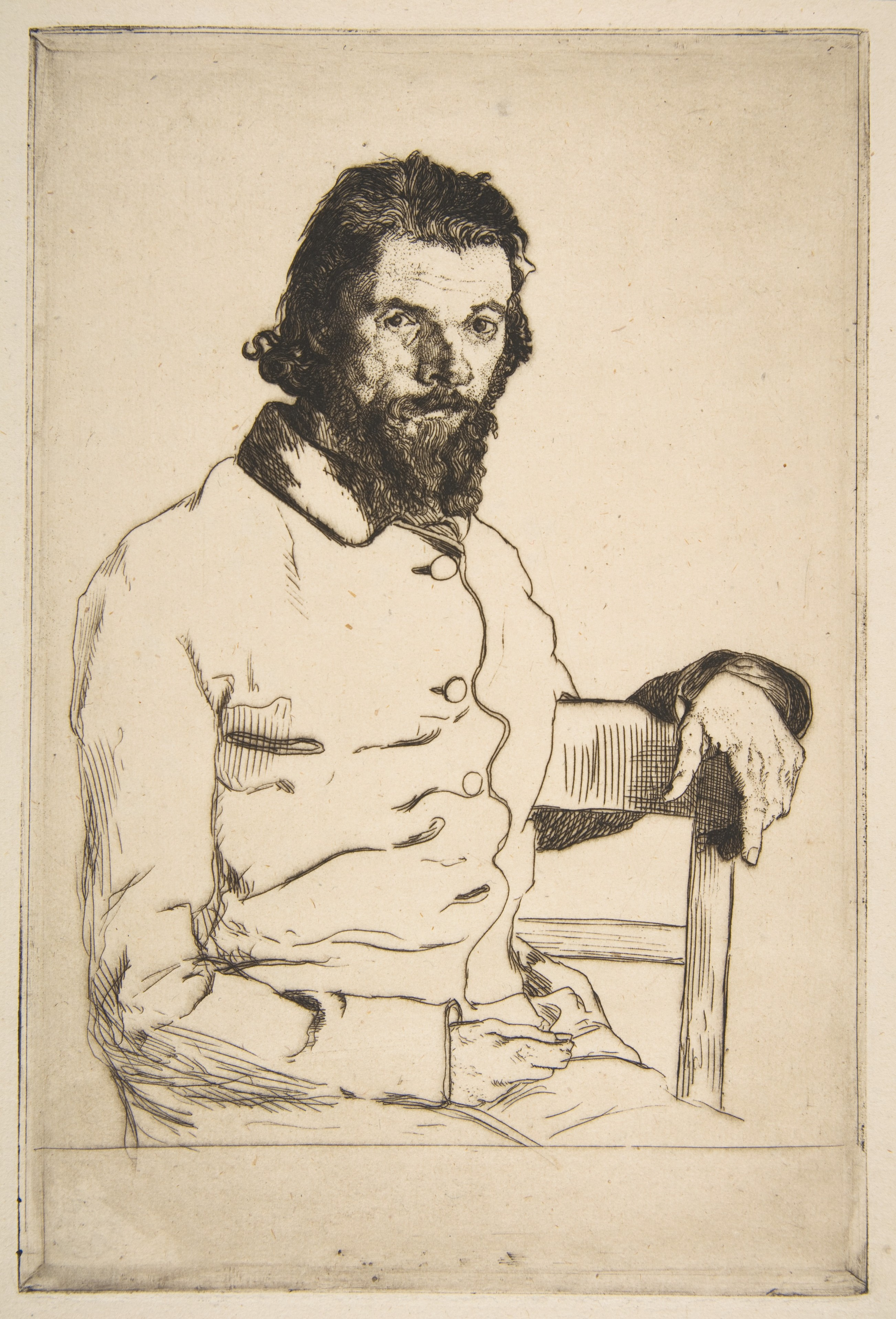
Charles Méryon, 1853.
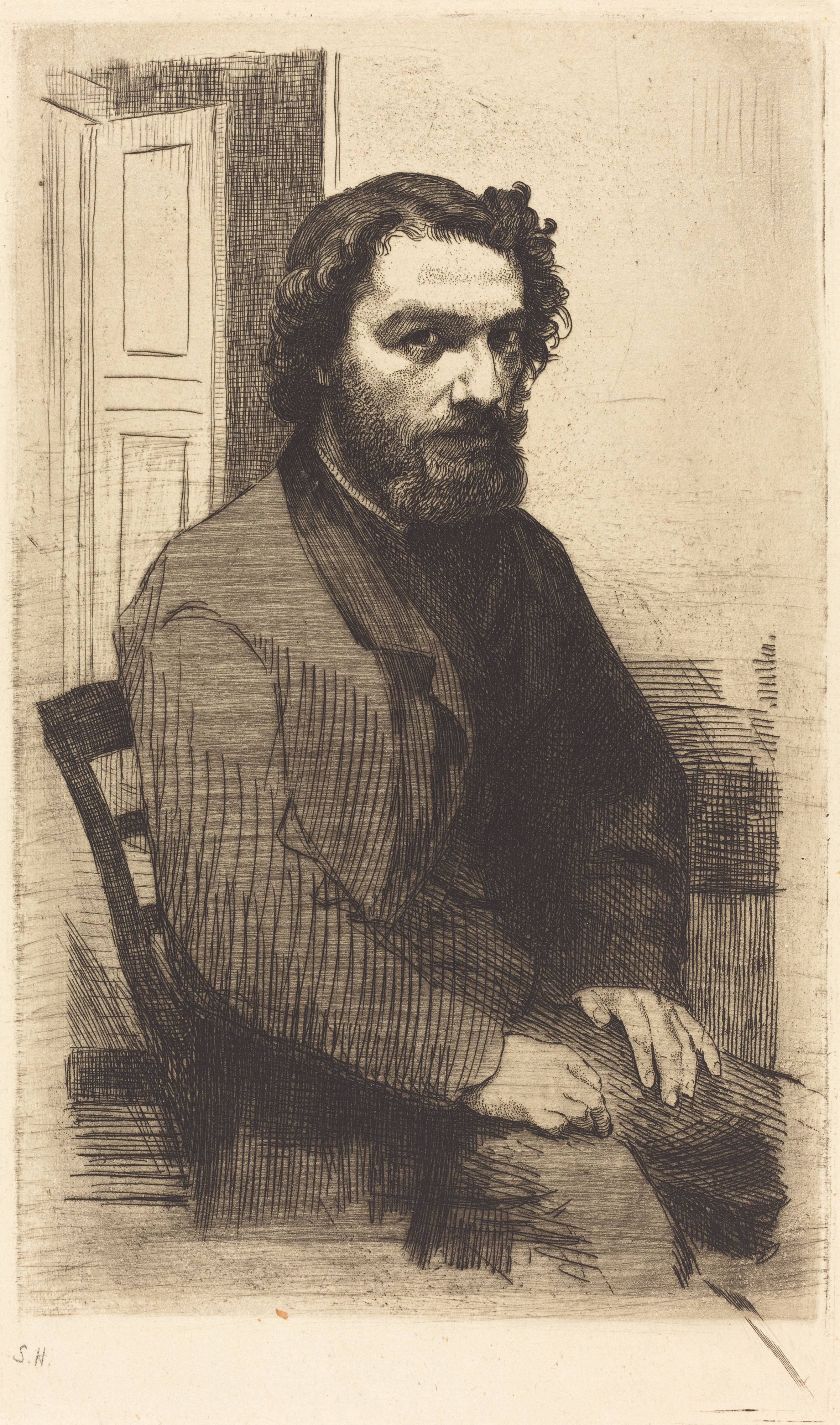
Alphonse Legros, 1861.
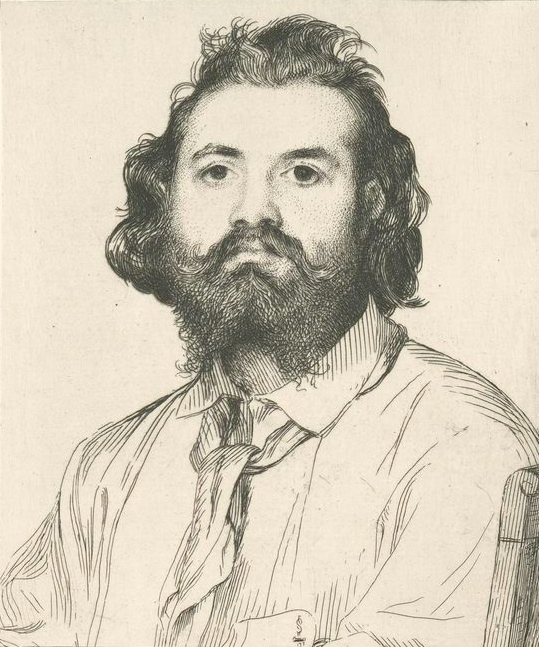
Zacharie Astruc, vers 1865.
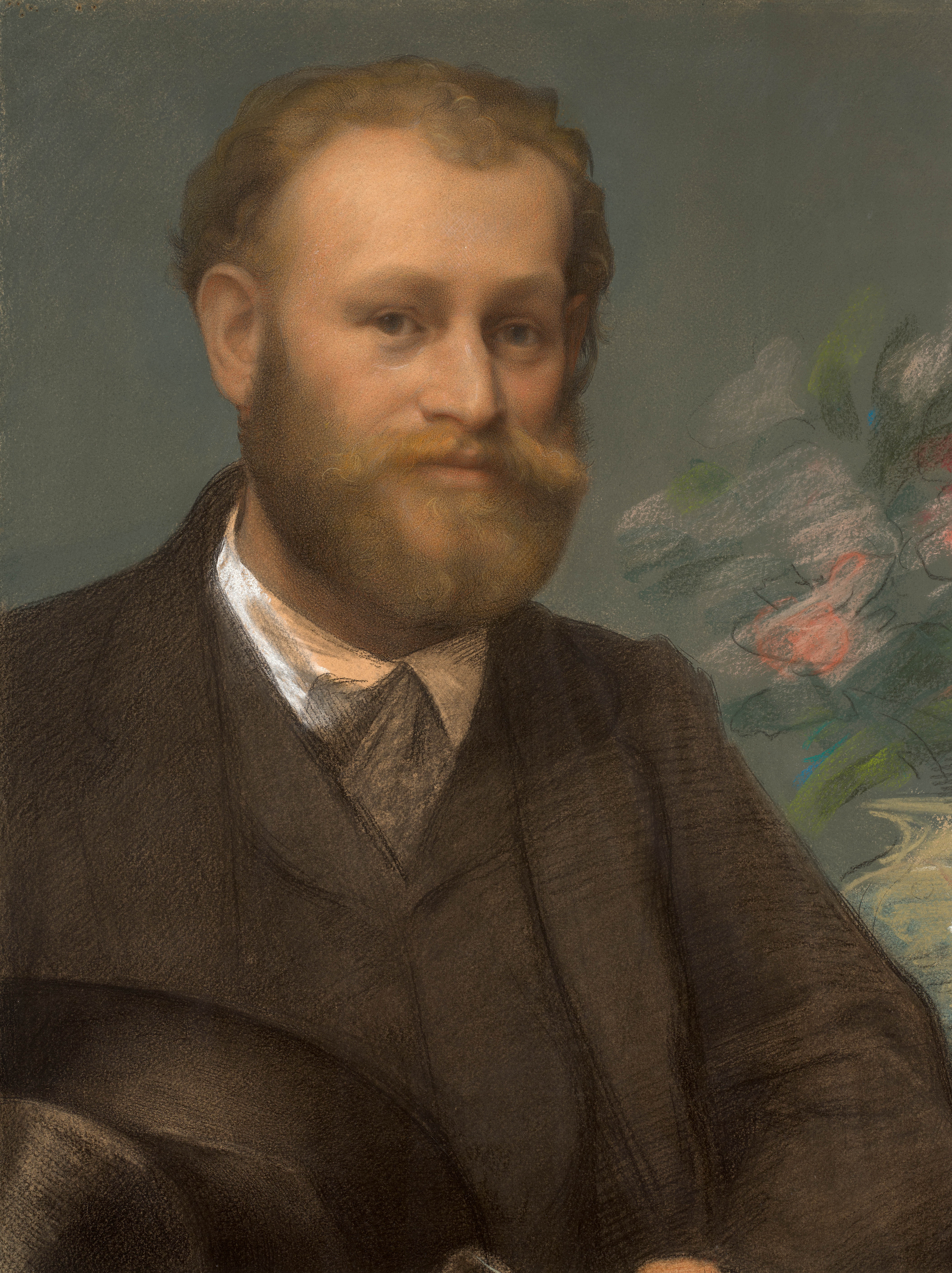
Édouard Manet, 1864, pastel.
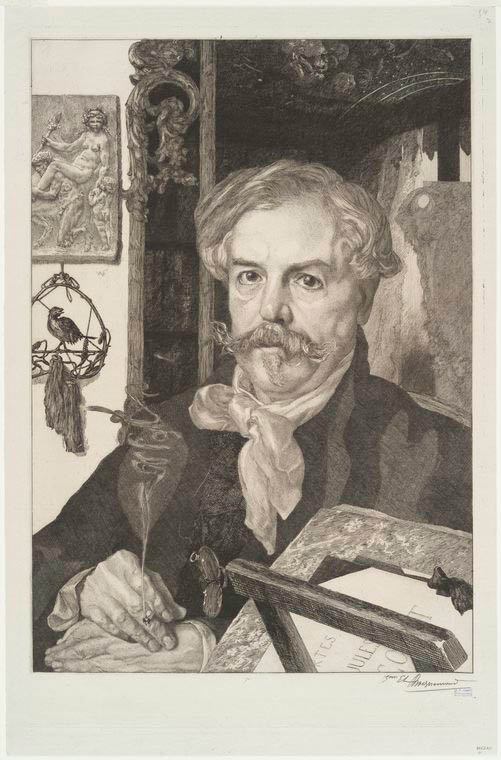
Edmond de Goncourt, 1882.

### Le graveur
Mais la peinture l'intéresse moins que la gravure. Il a puisé la plupart de ses connaissances techniques dans l’Encyclopédie de Diderot et d'Alembert et a travaillé en autodidacte pendant longtemps.
En 1856, Edmond de Goncourt devient un ami très proche de Bracquemond, il témoigne de sa complicité avec Paul Gavarni avec lequel « il tripote ses eaux-fortes. » Edmond de Goncourt partage avec Bracquemond un amour pour l'art japonais, le graveur ayant été le premier à découvrir un album d'Hokusai (genre dit Kachô-ga).
Bracquemond crée d'innombrables gravures, dont des portraits, des paysages, des scènes du quotidien, des oiseaux, ainsi que de nombreuses interprétations d'œuvres d'autres artistes, notamment pour Jean-Louis-Ernest Meissonier, Gustave Moreau et Jean-Baptiste Camille Corot. On peut également citer son eau-forte d'après Les Natchez d'Eugène Delacroix, tableau de 1835 conservé à New York au Metropolitan Museum of Art.
Il entre dans le milieu littéraire grâce à Auguste Poulet-Malassis, éditeur de Charles Baudelaire avec lequel Bracquemond se lie d'amitié. Il est aussi l'ami de Théodore de Banville, Jules Barbey d'Aurevilly, Félix Nadar et de toute l'intelligentsia de la Nouvelle Athènes,.
En juin 1862, il rejoint la Société des aquafortistes fondée par l'éditeur Alfred Cadart avec l'aide de l'imprimeur Auguste Delâtre.
Sur ses conseils, Jean-Baptiste Corot, Jean-François Millet, Édouard Manet, Edgar Degas, Camille Pissarro, Edme Penauille se mettent à pratiquer la gravure. Il a beaucoup aidé Manet pour ses eaux-fortes de Olympia et de L'Homme mort.
En 1888, Auguste Lepère crée avec Félix Bracquemond, Daniel Vierge et Tony Beltrand, la revue L'Estampe originale, afin d'intéresser les artistes et les amateurs aux nouveaux procédés et tendances de la gravure, notamment en couleur, et Henri Rivière réalise à partir de cette date Les Trente-six vues de la Tour Eiffel, de 1888 à 1902. Félix Valloton renouvèle alors en 1891 la gravure sur bois, avec Gauguin ou Émile Bernard ; tandis que Toulouse Lautrec révolutionne à son tour l'art de l'affiche.
Ses meilleures gravures[Selon qui ?] sont consacrées soit à des paysages, soit à des animaux : Roseaux et sarcelles (1882), Les Hirondelles (1882), Les Mouettes (1888).

Estampes de Félix Bracquemond
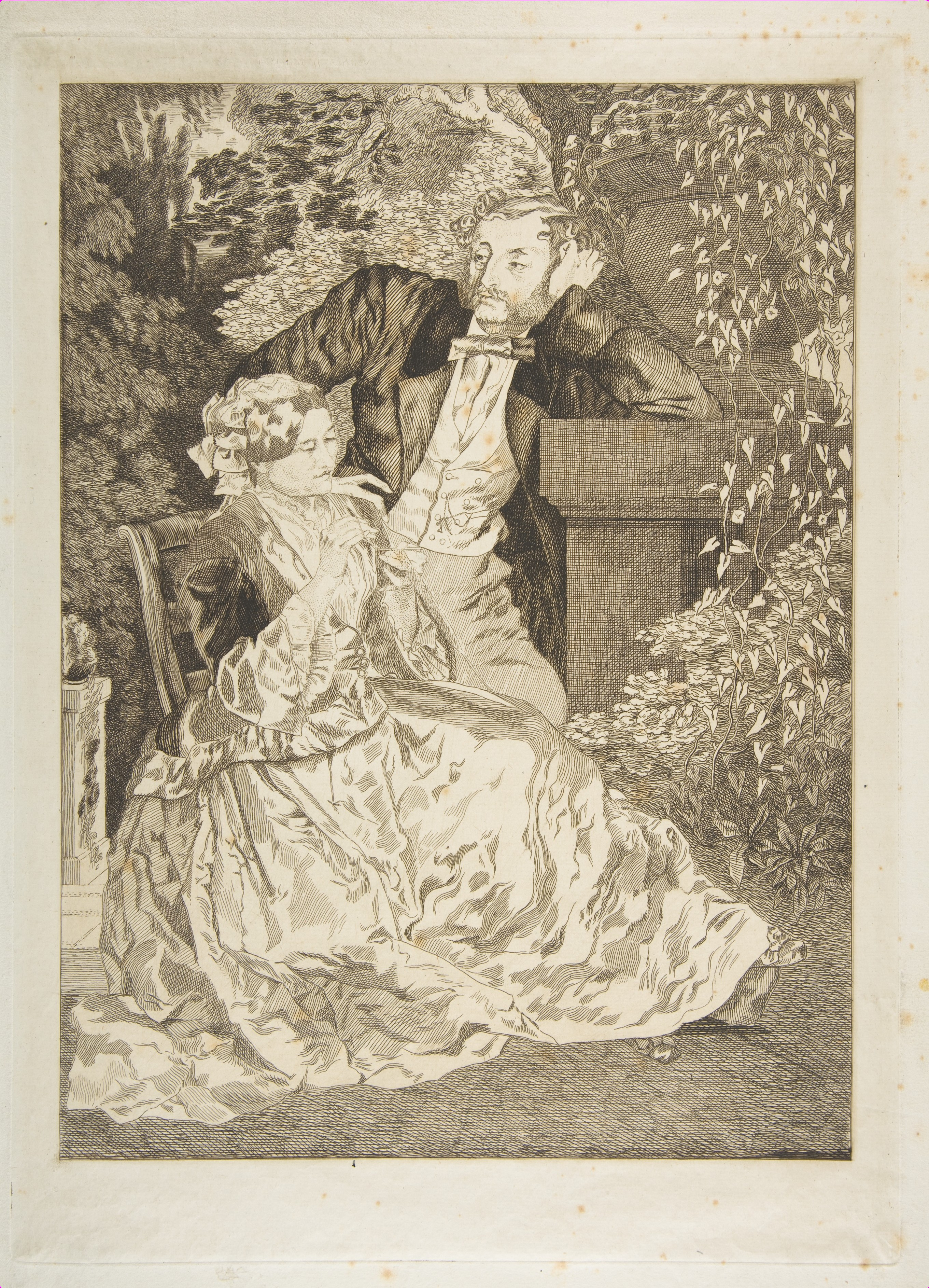
Broderie (vers 1855), New York, Metropolitan Museum of Art.
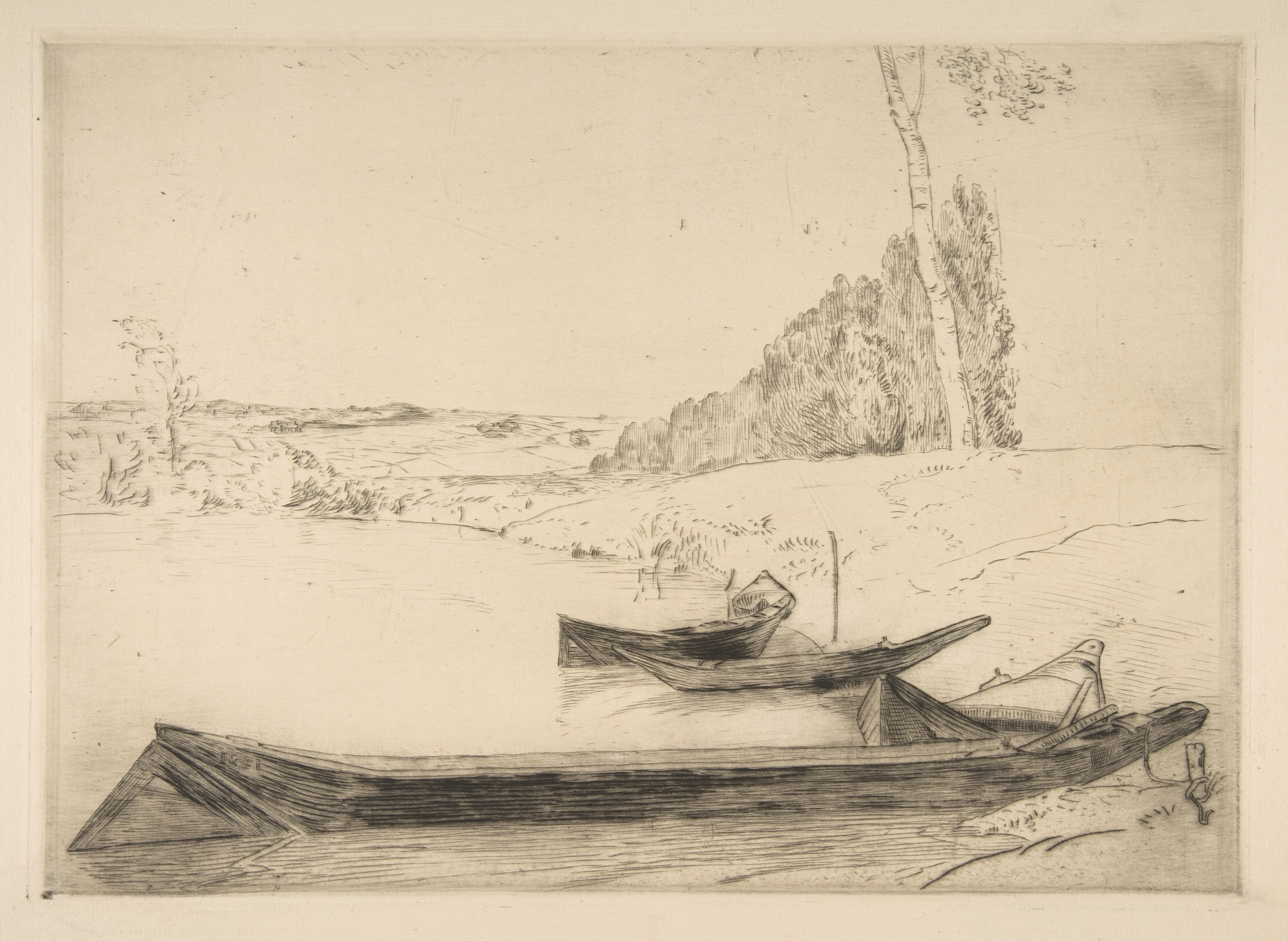
Bachots aux bords de la Seine (1858), New York, Metropolitan Museum of Art.
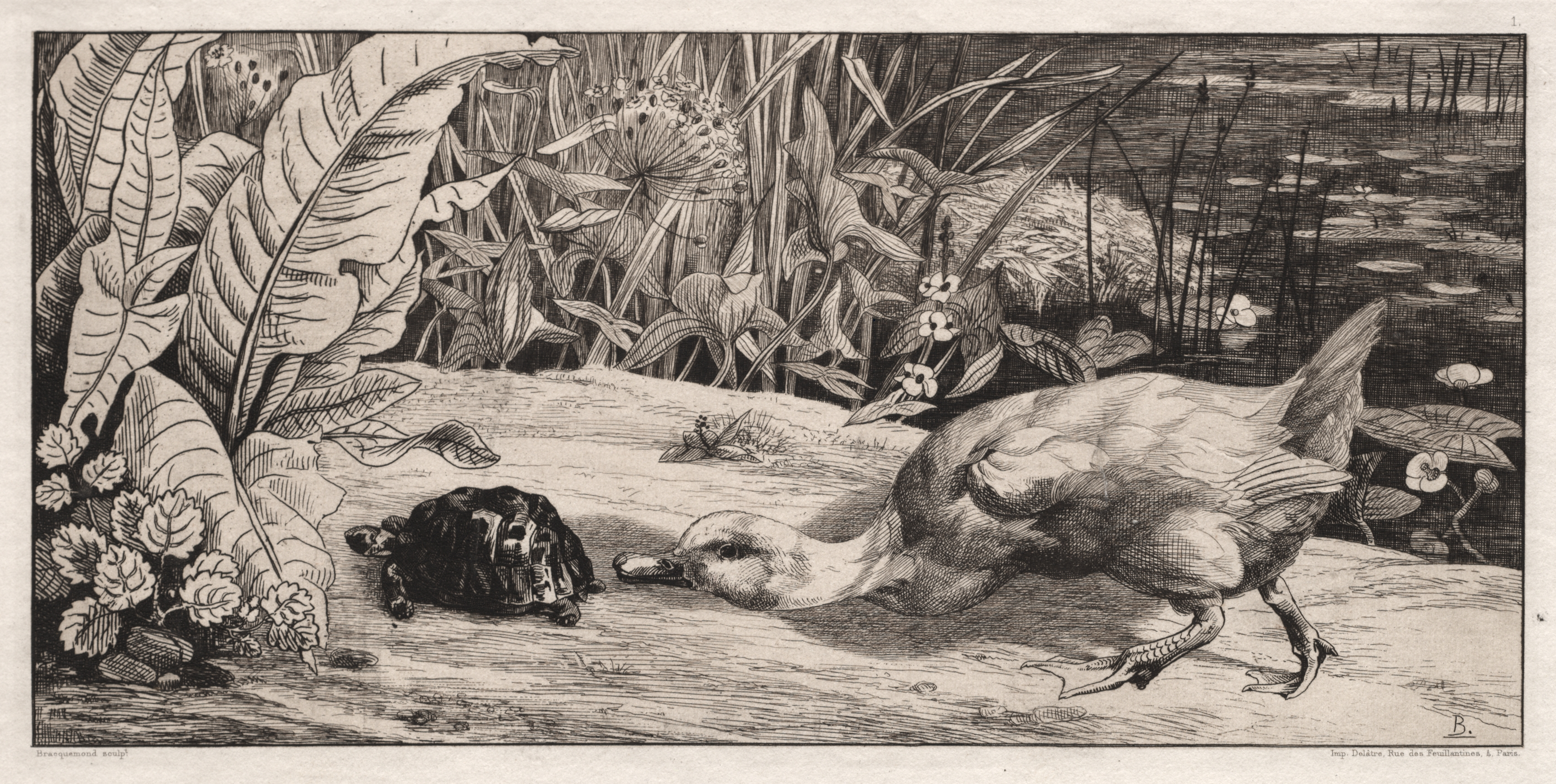
L'Inconnu (1862), Cleveland Museum of Art.
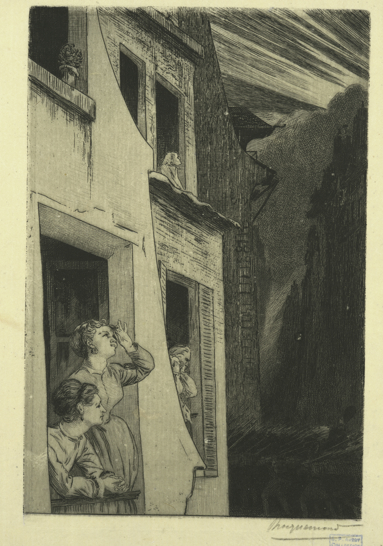
« L'éclipse » , eau-forte pour un poème d'Auguste Vacquerie, dans Sonnets et eaux-fortes (1869).
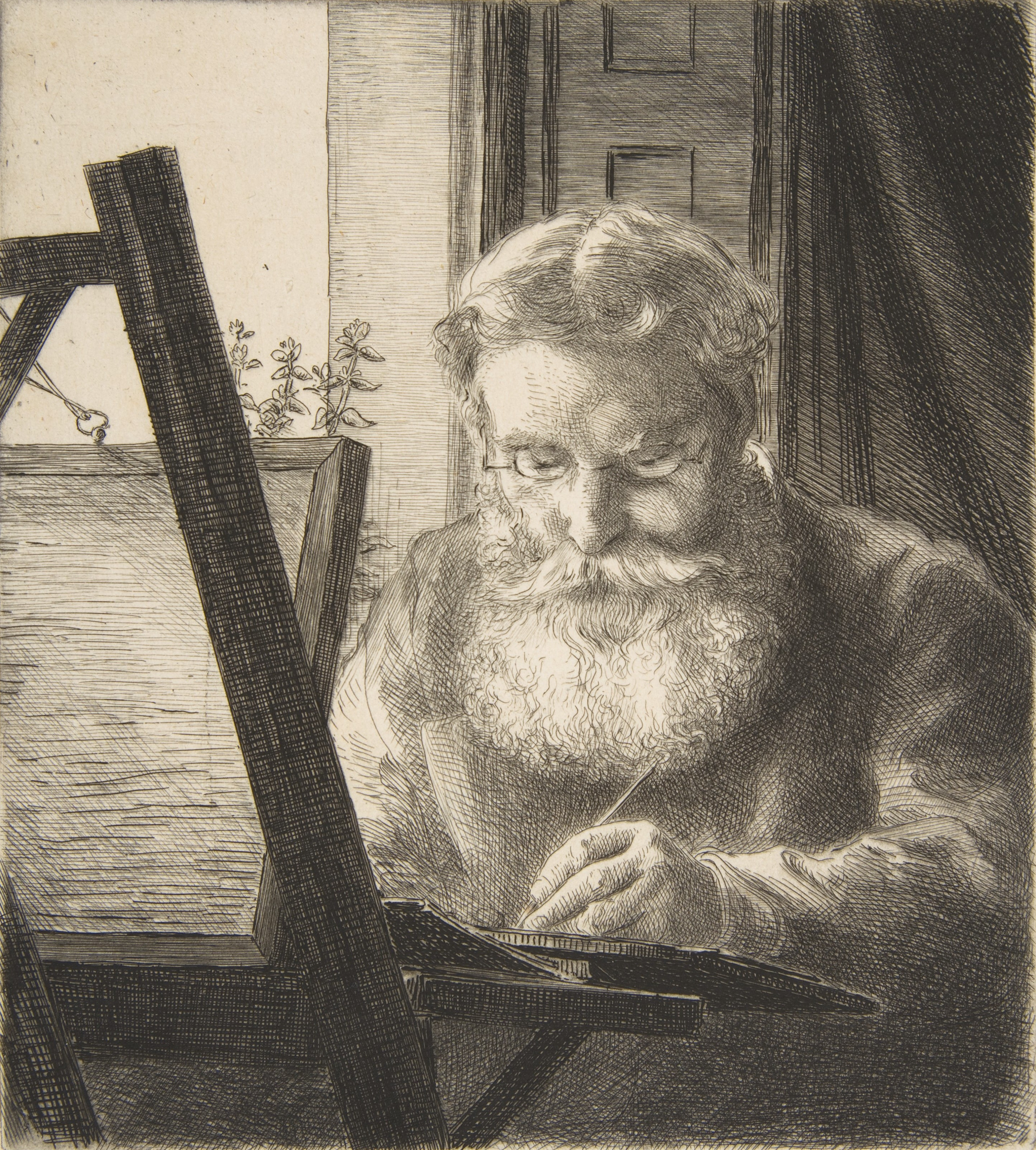
Edwin Edwards (1872), New York, Metropolitan Museum of Art.
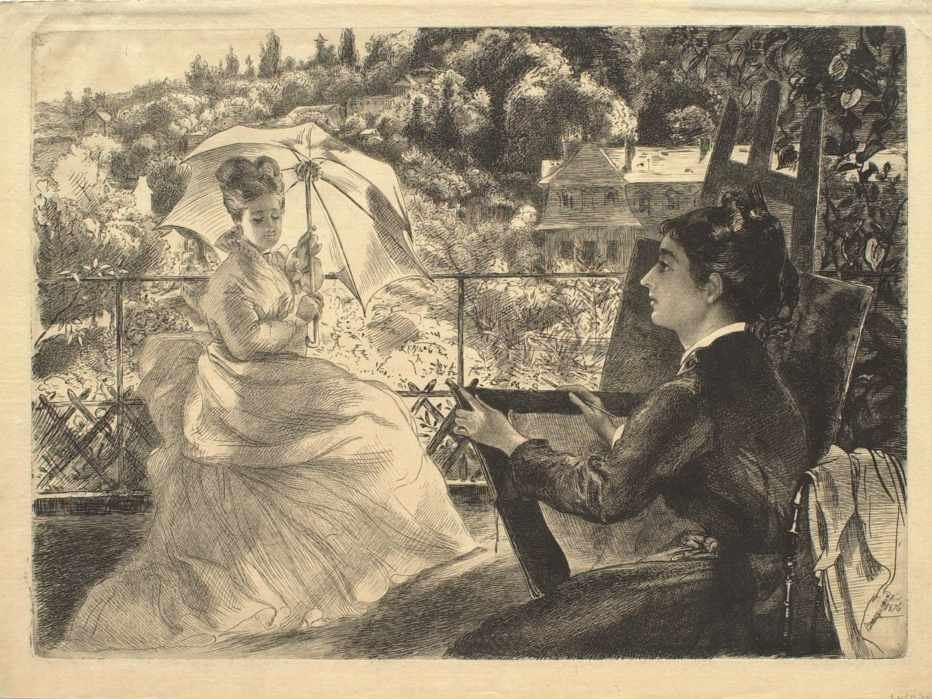
La Terrasse de la villa Brancas (1876), eau-forte, Williamstown, Clark Art Institute.
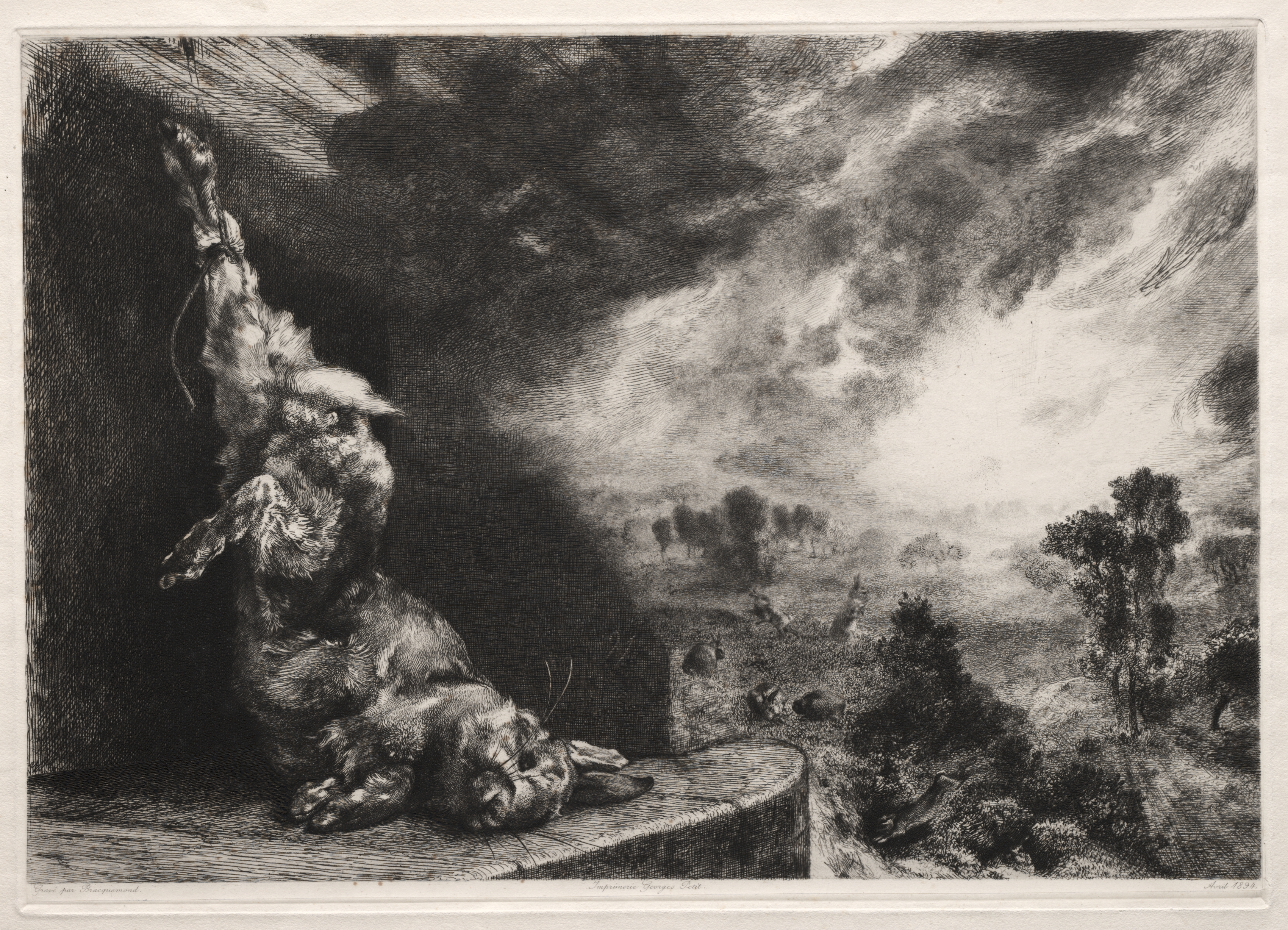
Le grand lapin (1891), Cleveland Museum of Art.

### L'ami des impressionnistes

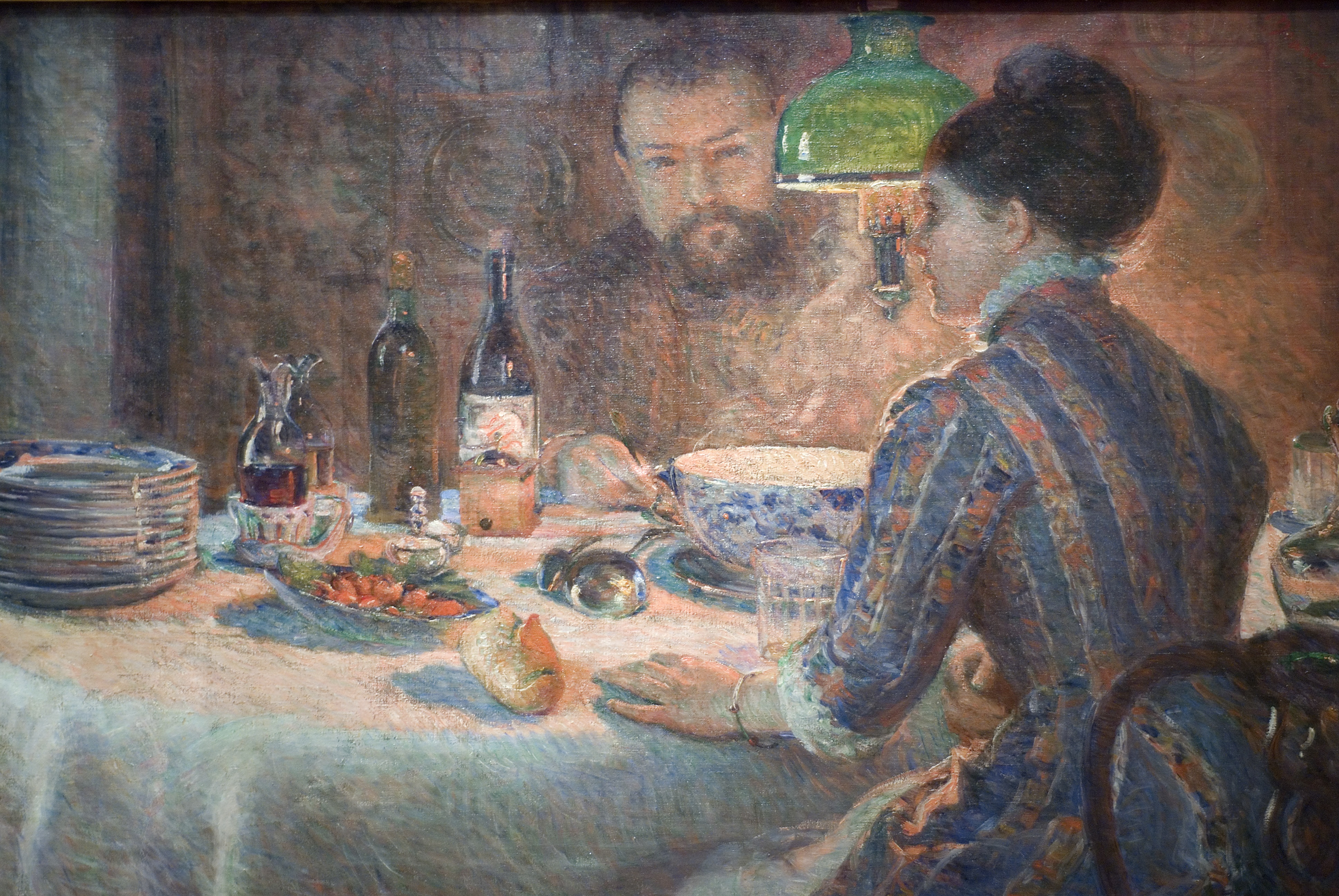
Marie Bracquemond, Sous la Lampe (Sisley et sa femme dînant chez les Braquemond à Sèvres (1877), localisation inconnue.

En 1874, rejoignant la Société anonyme des artistes peintres, sculpteurs et graveurs, Bracquemond participe à la Première exposition des peintres impressionnistes, dans les ateliers de Nadar, boulevard des Capucines à Paris, aux côtés d'artistes que l'on ne nomme plus bientôt que par les « impressionnistes ». L'inauguration a lieu le 15 avril 1874 et connaît un succès de scandale,. Il y présente un portrait dessiné, un cadre d'eaux-fortes comprenant les portraits d'Auguste Comte, Charles Baudelaire et Théophile Gautier, mais aussi des eaux-fortes d'après Turner, Ingres, Manet, et des eaux-fortes originales : Les Saules, Le Mur. Il expose de nouveau avec ses amis en 1879. Vers la fin des années 1870, Alfred Sisley est son voisin à Sèvres.
Avec Degas, Camille Pissarro et Mary Cassatt, il rêve de fonder une revue consacrée à la gravure. En 1880, il expose une dernière fois avec les impressionnistes, présentant, dans son envoi, le Portrait d'Edmond de Goncourt.
Il est aussi l'auteur d'un ouvrage intitulé Du dessin et de la couleur, publié en 1886, très apprécié par Vincent van Gogh et d'une Étude sur la gravure sur bois et la lithographie.

### Le céramiste
En 1856, Bracquemond découvre un recueil des gravures de la Manga du Japonais Hokusai, typique du genre pictural connu au Japon sous le nom de Kachô-ga, peinture de fleurs et oiseaux avec figuration d'insectes, crustacés et poissons, dans l'atelier de son imprimeur Auguste Delâtre, après avoir été utilisée pour caler un envoi de porcelaines. Il est séduit par ce thème qui fait de lui l'initiateur de la vogue du japonisme en France qui s'empara des arts décoratifs, au cours de la deuxième moitié du XIXe siècle,.

#### Le service Rousseau

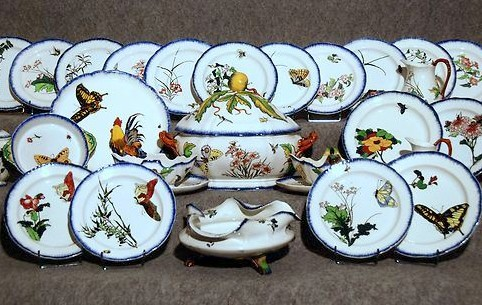
Service Rousseau, Creil Montereau, décor par Félix Bracquemond (vers 1867).

En 1860, il rentre d'abord dans l'atelier du céramiste Théodore Deck, puis du marchand de faïence Eugène Rousseau, établi rue Coquillière, à Paris. Ce dernier lui commande les motifs d'un service de table, pour un projet destiné à l'Exposition universelle de 1867. Bracquemond propose alors un modèle qui reprend les thèmes du Kachô-ga d'Hokusai et également d'albums de Hiroshige ou encore de Katsushika Isai, entièrement dessiné et gravé par lui-même. Pour la première fois un artiste européen copie directement un artiste japonais, en reproduisant les figures animales de la Manga d'Hokusai. En 1867, Bracquemond fait également partie des neuf membres de la « Société japonaise du Jinglar » avec Henri Fantin-Latour, Carolus Duran et le céramistes Marc-Louis Solon, qui se réunissaient mensuellement à Sèvres pour un dîner à la japonaise, auquel ce service aurait également été destiné.
Eugène Rousseau est convaincu et passe commande de 200 pièces à la Manufacture Lebeuf, Milliet et Cie installée à Creil et Montereau. Bracquemond réalise les eaux-fortes et les planches gravées sont tirées par la manufacture. Les épreuves sont découpées et mises sur la pâte prête à recevoir le décor. Au four, la chaleur fait disparaître le papier ne laissant que l'empreinte du dessin. Puis on peint par-dessus et la pièce est mise au four à grand feu.
Présenté pour la première fois à l'Exposition universelle de 1867, ce service obtint un grand succès. Il figure dans le troisième groupe « meubles et autres objets destinés à l’habitation », classe 17 « porcelaines, faïences et poteries de luxe », no 58, installé sur des étagères Louis XIII en vieux chêne avec des gradins de velours. Au-dessus du comptoir, le nom de Rousseau est émaillé au feu sur une plaque. Le jury lui remet une médaille de bronze (car Rousseau n'est que marchand et non pas fabricant). La médaille d'or est attribuée à la manufacture Lebeuf et Milliet. Ce service revendique aussi deux nouveautés : la première est que chacun est libre de composer son service selon ses goûts et son usage personnel. Rousseau suggère « la basse-cour pour la viande, les crustacés pour les poissons et les fleurs pour le dessert ». La seconde est que ce service s'adapte à tous les milieux : « pour sa somptuosité à la bourgeoisie, et pour son aspect service de chasse à la noblesse ».
Le service est ensuite complété (tasses à thé, à café…) et la fabrication est laissée à la manufacture de Creil et Montereau. Barluet, successeur de Lebeuf le réédita au début des années 1880. En 1885, Eugène Rousseau cède son affaire à Ernest-Baptiste Leveillé qui continue l'édition de ce service sous sa propre marque. De nombreuses rééditions ou variantes suivront. Parmi elles, celle de la Manufacture Jules Vieillard à Bordeaux (fin XIXe siècle), celle de l’Escalier de Cristal (début XXe siècle), ou même encore de la faïencerie de Gien Les grands oiseaux toujours en cours de réédition. On peut également noter que de nombreuses pièces de ce service sont désormais conservées dans divers musées nationaux (musée d’Orsay, musée Adrien Dubouché…).
Chaque élément du service, inspiré par les estampes japonaises, est orné d'un motif différent. Le décor traite et associe une multitude de volatiles, poissons, et crustacés en laissant toujours place aux plantes et insectes. Le décor est souvent présenté comme une trilogie. Le papillon à la rencontre d’un coq au détour d’un branchage, une libellule à la rencontre d’une carpe au détour d’un nénuphar.
De nombreux artistes de l’époque ont célébré la poésie de ce service et ont fait l’éloge de son exceptionnel décor. Mallarmé notamment, qui note une « décadence visible » depuis la Restauration dans le mobilier français, témoigne de son attrait pour ce service. Il s’attarde plus longuement sur la céramique, pour un éloge particulier de Rousseau, qu’il défend contre ses imitateurs anglais : « Je m’étais refusé toute allusion forcément trop brève à cet admirable et unique service, décoré par Bracquemond de motifs japonais empruntés à la basse-cour et aux réservoirs de pêche, la plus belle vaisselle récente qu’il me soit donné de connaître. Chaque pièce, les assiettes même, veut sa description spéciale. Je me contente, une dernière fois, de revendiquer la priorité de l’œuvre parisienne, pittoresque et spirituelle sur le plagiat britannique… ». Stéphane Mallarmé cite[Où ?] Deck, Collinot et Rousseau, qui ont su « renouveler, totalement, la céramique française » : « Je devrais particulièrement citer, comme traduction du haut charme japonais faite par un esprit très français, le service de table demandé, hardiment, au maître aquafortiste Bracquemond : où se pavanent, rehaussés de couleurs joyeuses, les hôtes ordinaires de la basse-cour et des viviers ». Mallarmé possédait lui-même des pièces du service, éditées pendant la période 1866–1875.

#### Manufacture de Sèvres

Soupière (vers 1870), Cleveland Museum of Art.

Félix Bracquemond a également travaillé pour la manufacture nationale de Sèvres en 1870, donnant à ses œuvres une orientation nouvelle qui prélude à l'Art nouveau. Il a aussi accepté le poste de directeur artistique de l'atelier parisien de la firme Charles Edward Haviland  de Limoges. Ami proche d'Édouard Manet, James McNeill Whistler, Henri Fantin-Latour il est représenté dans les tableaux de ce dernier, Hommage à Delacroix de 1864, conservé à Paris au musée d'Orsay et Toast avec la Vérité de 1865, détruit par l'auteur.
Il encourage Laurent Bouvier à produire ses premières pièces en terre cuite vernissées d'une grande modernité.

### L'aquarelliste
- Nemours, Château-Musée : Homme d'arme en armure, XIXe siècle, gouache et lavis, 40,8 × 30,2 cm[23].
- Illustration de couverture pour Le Figaro illustré, 1884, aquarelle, localisation inconnue[24]

### Les honneurs

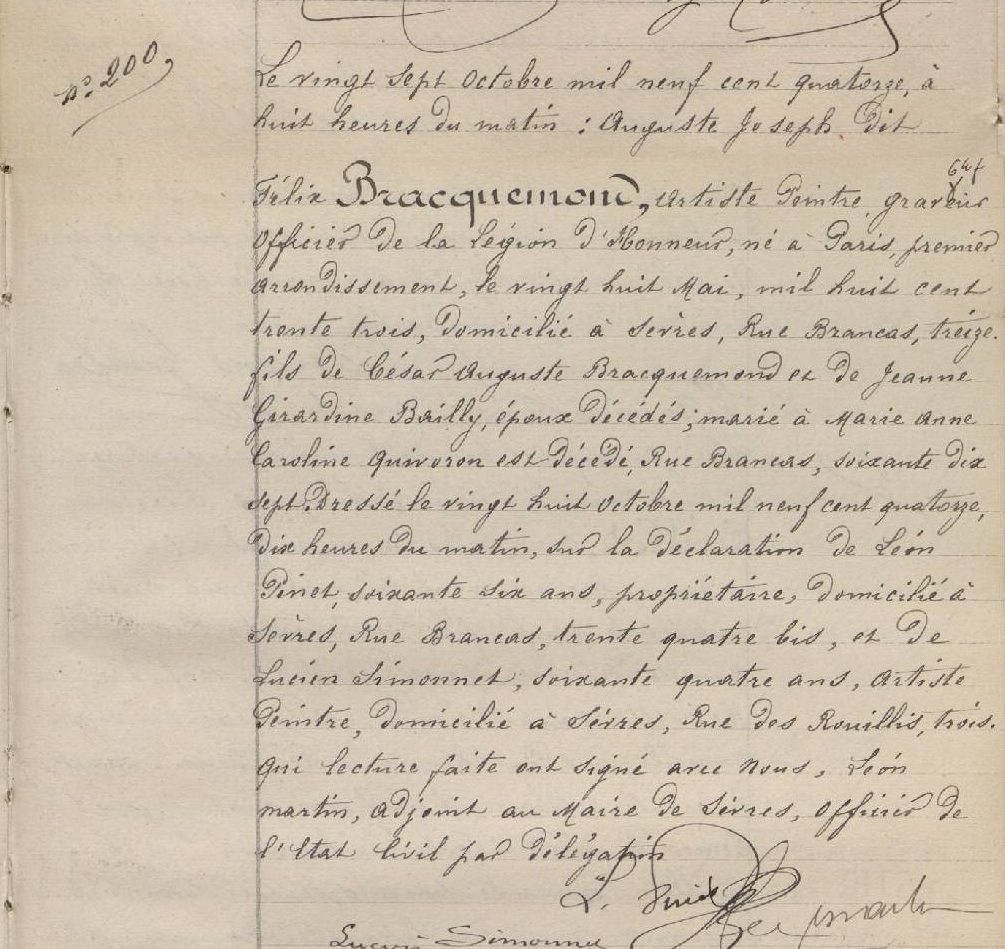
Acte de décès de Félix Bracquemond.

À partir de 1880, Félix Bracquemond reçoit tous les honneurs : en 1882, il est nommé chevalier de la Légion d'honneur, puis est promu officier du même ordre en 1889 ; il obtient la médaille d'honneur du Salon de 1884. L'année suivante, Henri Beraldi lui consacre tout un volume dans le cadre de sa somme, Les Graveurs du XIXe siècle. Il est nommé président d'honneur de la Société des peintres-graveurs français en 1890 et, plus tard, de la Société des peintres-lithographes, en compagnie de son ami Auguste Rodin.
Il repose à Sèvres au cimetière des Bruyères.

## Publication
- Félix Bracquemond, Du dessin et de la couleur, éd. Jean-Paul Bouillon, Paris, Hermann, 2010.

## Élèves
- Alexandre Jean-Baptiste Brun
- Louis Busière
- François Courboin
- Léon Coutil
- Édouard Dammouse (1850-1903)
- Lucien Dautrey
- Fernand Desmoulin
- Jeanne Sisley
- Henri Jean Turlin